# Шев'яков Лев Дмитрович
Лев Дмитрович Шев'яков (3 [15] січня 1889, Ветлуга — 3 липня 1963, Москва) — учений у галузі гірничої справи, академік АН СРСР.

## Біографія
Народився 3 (15 січня) 1889 року у місті Ветлуга (нині Нижньогородська область у сім'ї дрібного торговця. Закінчив Нижньогородське реальне училище. Вищу освіту здобув у Катеринославському гірничому інституті, який закінчив у 1912 році.

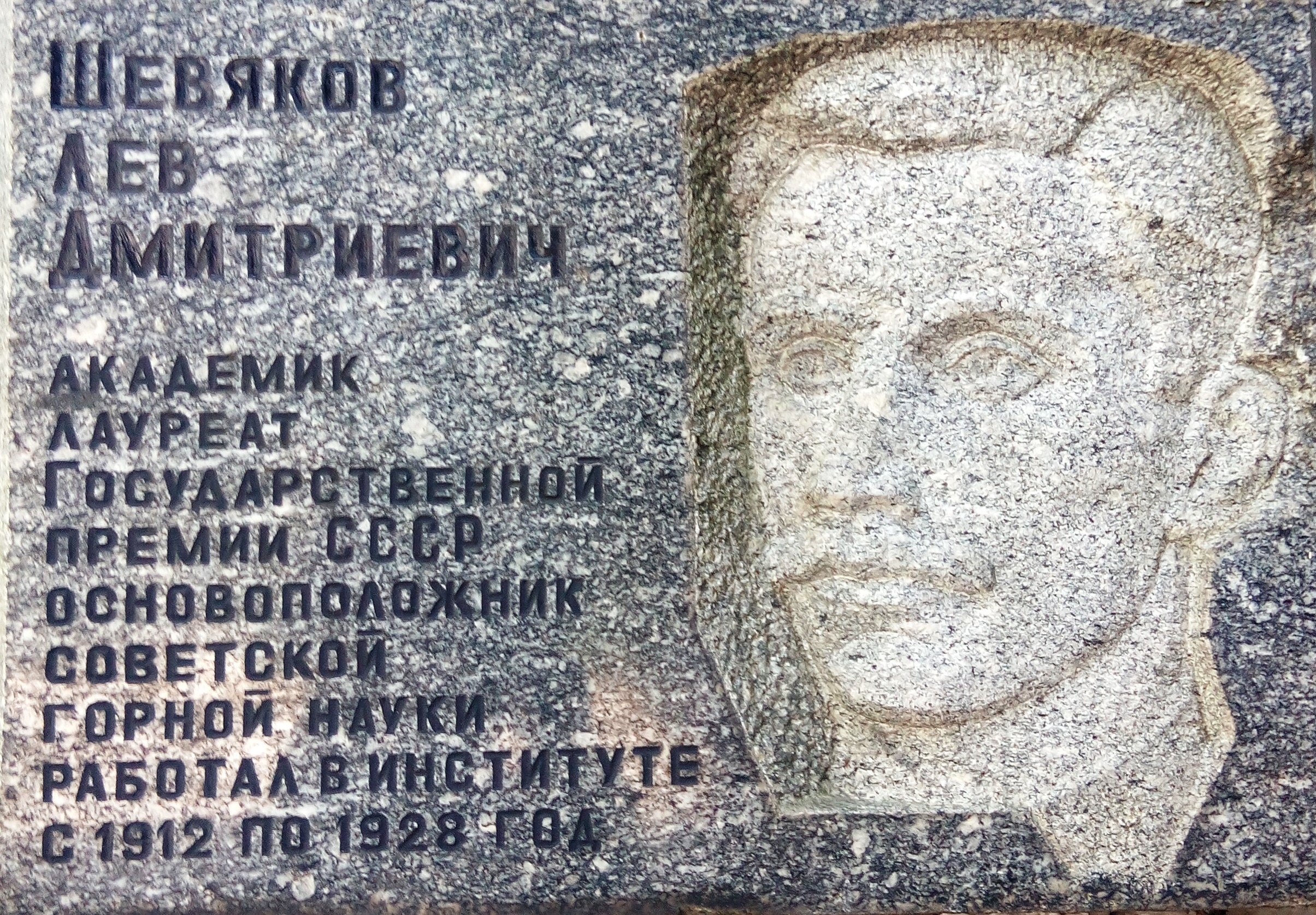
Барельєф Шев'якову Л. Д. перед центральним корпусом НТУ «Дніпровська політехніка»

З 1913 працював асистентом, а потім доцентом кафедри гірничого інституту. У 1919 році захистив дисертацію: «Відкриття родовищ кам'яного вугілля». Здобув ступінь ад'юнкта, через рік за конкурсом обіймає посаду професора. 1922 року стає керівником кафедри гірничого мистецтва Дніпропетровського гірничого інституту. У Дніпропетровську він веде дослідження щодо застосування розрахунково-аналітичного методу для практичних завдань гірничої справи, займається організаційною та педагогічною діяльністю.
У 1925 році відряджено з іншими фахівцями вивчати гірничу техніку в Німеччині, США та Англії. У 1929 році він стає професором Томського технологічного інституту та консультантом Сибірської філії проєктного інституту «Гіпрошахт». У 1927—1934 роках брав участь у складанні «Технічної енциклопедії» у 26 томах за редакцією Л. К. Мартенса, автор статей із тематики «гірнича справа».
З 1932 по 1944 рік працює професором Свердловського гірничого інституту, із 1944 по 1950 рік — завідувачем кафедри розробки пластових родовищ у Московському гірничому інституті (зараз — Гірничий інститут НДТУ «МІСіС»).
1928 року в нього вийшла книга «Розробка родовищ корисних копалин», яка одразу стала навчальним посібником для гірничих вузів.
- доктор технічних наук (1935)
- У 1936 став членом групи гірничої справи при відділенні технічних наук.
- Дійсний член АН СРСР (1939)
- 1958 року виходить монографія «Основи теорії проєктування вугільних шахт».

Автор понад 300 наукових та науково-технічних робіт.
Помер 3 липня 1963 року. Похований у Москві на Новодівичому цвинтарі (ділянка № 1, 47 ряд).

## Нагороди
- Сталінська премія першого ступеня (1942) — за колективну роботу «Про розвиток народного господарства Уралу в умовах війни».
- два ордени Леніна (у тому числі 27.1.1959)
- два ордени Трудового Червоного Прапора (у тому числі 10.6.1945)
- медалі
- Знак «Шахтарська слава» першого ступеня